# 謝拉
謝拉（希伯来语：פֶּרֶץ）是旧约圣经创世纪中记载的一个人物，是犹大和他玛的儿子，法勒斯的孪生兄弟。按照圣经学者，法勒斯和謝拉出生的记载是关于犹大支派一部分民族起源的神话. 
據創世紀謝拉跟隨犹大前往埃及投靠約瑟。